# 葵盛圍
葵盛圍（英語：Kwai Shing Circuit），舊稱葵盛路（英語：Kwai Shing Road），位於香港新界葵青區，是圍繞葵盛的環形道路。門牌編號由23號（葵盛東邨重建一期）至399號（聖公會仁立小學）。為了方便劃界，區內居民多視葵盛圍為環城。葵盛圍呈「Ｃ」形走向，兩端交接點都在大窩口道，故一般會以葵聯路西面交界處（葵盛西邨一方）為分界，交界處以北的路段稱為「葵盛圍（上段）」，以南路段則稱為「葵盛圍（下段）」。
由於葵盛圍彎多路窄，又多斜路，加上葵盛圍為駕駛考試路段，因此此道路是多家駕駛學校的熱門學車路段之一。

## 學校網
葵盛圍堪稱為葵青區的重要學校網，葵青區共有日間文法中學31所。其中位處葵盛圍附近的中學就占12所，超過葵青區校網中學總數三分之一。
- 聖公會林護紀念中學
- 天主教慈幼會伍少梅中學
- 東華三院陳兆民中學
- 天主教母佑會蕭明中學
- 佛教善德英文中學
- 棉紡會中學
- 循道衞理聯合教會李惠利中學
- 順德聯誼總會李兆基中學
- 樂善堂顧超文中學
- 中華傳道會李賢堯紀念中學
- 葵涌蘇浙公學
- 獅子會蔣翠琼中學

## 屋苑

### 公共房屋
- 葵盛東邨（葵盛圍23、63號）
- 葵盛西邨
- 高盛臺（葵盛圍188號）
- 葵聯邨（葵聯路80號及葵盛圍323號）

### 私人屋苑
- 月海灣（葵聯路100號）

## 交匯道路
- 大窩口道
- 葵合街
- 葵聯路
- 葵葉街
- 葵孝街
- 葵聯路
- 盛福街
- 興盛路
- 大窩口道